# Jagdgeschwader 1 (Primeira Guerra Mundial)
A Jagdgeschwader 1 (JG 1) da primeira Guerra Mundial, foi uma unidade alemã de caças da Luftstreitkräfte, que incluía quatro Jastas ou "esquadrilha". Foi criada em 14 de Junho de 1917, tendo no seu comando Manfred von Richthofen, com a junção das Jastas 4, 6, 10 e 11. A JG 1 tornou-se conhecida como "O Círco Voador" ou "O Circo de Richthofen" devido às cores garridas das suas aeronaves.
Em 1917, o Serviço Aéreo do Exército Alemão criou o grupo de caças Jagdgeschwader. O grupo foi apelidado de Flying Circus por causa da decisão dos pilotos de pintar suas aeronaves com cores brilhantes. 
Foi colocado sob o comando de Manfred von Richthofen, o "The Flying Circus", "O Círco Voador" ou "O Circo de Richthofen"  era composto por quatro esquadrões de caça de elite (12 aeronaves por esquadrão).
O Serviço Aéreo do Exército Alemão criou um sistema em que era possível enviar rapidamente seus melhores pilotos de caça a qualquer parte da Frente Ocidental. Richthofen e seu Círco Voador alcançaram sucesso imediato durante a guerra aérea sobre Ypres durante agosto e setembro de 1917. O uso de unidades de pilotos de caça em massa contribuiu para o aumento de combates aéreos em grande escala nos estágios posteriores da guerra.
Eduard Ritter von Dostler - 26 vitórias
Friedrich Friedrichs - 21 vitórias, incluindo 10 balões de observação
Hermann Göring - 22 vitórias
Arthur Laumann - 28 vitórias
Erich Loewenhardt - 54 vitórias e o terceiro ás alemão com maior pontuação na Primeira Guerra Mundial
Friedrich T. Noltenius - 21 vitórias
Wilhelm Reinhard - 20 vitórias
Lothar von Richthofen - 40 vitórias
Manfred von Richthofen - o Barão Vermelho, com 80 vitórias, o ás de maior pontuação de qualquer nação na Primeira Guerra Mundial
Wolfram Freiherr von Richthofen - 8 vitórias
Ernst Udet - 62 vitórias e o segundo ás alemão com maior pontuação na Primeira Guerra Mundial
Werner Voss - 48 vitórias
Hans Weiss - 16 vitórias
Kurt Wolff - 33 vitórias